# Ici Lorraine
Pour les articles homonymes, voir Ici Sud Lorraine.
 (décembre 2017).
ici Lorraine, anciennement France Bleu Lorraine Nord, est l'une des stations de radio généralistes du réseau Ici de Radio France. La station dessert le département de la Moselle et peut également être reçue dans une partie du département de Meurthe-et-Moselle ainsi qu'en certains points du territoire luxembourgeois. Ainsi sa zone de diffusion s'étend de Sarreguemines à Thionville, en passant par Metz et Forbach.

## Historique
Le 29 janvier 2001 à 6 h, France Bleu Lorraine Nord commence à émettre ses propres programmes. Un mois plus tôt, la station messine commençait à diffuser des journaux durant la matinale. Radio France ayant décidé de remplacer le programme de FIP Metz dans le cadre du Plan Bleu. La station rejoint le jeune réseau France Bleu qui fournit un programme commun national que reprennent les programmes locaux des stations en régions.
À l'instar des autres stations du réseau, France Bleu Lorraine Nord devient ici Lorraine le 6 janvier 2025.

## Programmation
Les programmes régionaux de ici Lorraine sont diffusés en direct de 6 h à 12 h et de 13 h 30 à 19 h du lundi au vendredi, et de 7 h à 13 h et de 14 h à 19 h le week-end. Les programmes nationaux du réseau ici sont diffusés le reste de la journée et la nuit.
Parmi les décrochages spécifiques à la Moselle figurent les différentes éditions du journal local ainsi que plusieurs émissions. Par ailleurs, la chaîne fait état des résultats et performances sportives de l'équipe masculine de football du FC Metz et de l'équipe féminine du Metz Handball.

## Diffusion
ici Lorraine diffuse ses programmes sur la bande FM en utilisant, selon les zones géographiques, les fréquences d'émissions suivantes :
- Metz : 98,5 MHz
- Forbach : 98,8 MHz
- Thionville : 101,5 MHz
- Sarreguemines : 104,0 MHz